# If I'd Been Born an Eagle
If I'd Been Born an Eagle è il terzo album del gruppo folk tuvano Huun-Huur-Tu. 

## Tracce
1. "Taraan-Taraam"
2. "Don't Frighten the Crane"
3. "Dadyr-Todur (sound of a horse trotting)"
4. "Samagaltai (name of a Tuvan town)"
5. "Orai-la Boldu-la (Night is Coming and Evening is Coming)"
6. "Herder's Conversation (Starostin, kaliuka solo)"
7. "Bai-Taiga"
8. "Chylandyk (Khovalyg xöömei solo)"
9. "Daglarim (My Mountains)"
10. "Chadaana (name of a Tuvan town and river)"
11. "Dangyna (Princess)"
12. "Dönen-Shilgi (name for a four year old tan-colored horse)"
13. "Tozhular Yry (song from Tozhu)"
14. "Shaldyg-Xaya"
15. "Song of a Lonely Man"
16. "Erge-Shölee Biste Turda (When We Have Our Rights)"

## Formazione
- Kaigal-ool Khovalyg - voce, igil, khomuz
- Sayan Bapa - voce, doshpuluur, marinhuur, chitarra
- Anatoli Kuular - voce, byzaanchi, khomuz
- Alexei Saryglar - dunggur, dazhaanning khavy, amarga
- German Popov - shoor
- Sergei Starostin - kaliuka
- Galina Surin - voce
- Kertik-ool Danzin - bayan